# 小叶杜香
小叶杜香（学名：Ledum palustre var. decumbens）为杜鹃花科杜香属下的一个变种。